# 中央県
中央県（ちゅうおうけん、ハイチ語: Sant, サント）はハイチ東部の県 (depatman)。県庁所在地はアンシュ。面積は 3,675 km² 、人口は746,236人 (2015年)。唯一の内陸県でアルティボニット川上流に1950年代に建設された最大の淡水湖であるペリグル湖及びペリグル水力発電所がある。

## 隣接する県
北に北東県、北県、西にアルティボニット県、南に西県、東にドミニカ共和国のダハボン州、エリアス・ピーニャ州と接する。

## 下位行政区画
セカ・ラスース郡、アンシュ郡、ミバレ郡、ラスカウォバス郡の4つの郡 (awondisman) が置かれている。